# Saint-Vigor-des-Mézerets
Saint-Vigor-des-Mézerets ist eine ehemalige französische Gemeinde mit zuletzt 242 Einwohnern (Stand: 1. Januar 2014), den Saint-Vigoriens, im Département Calvados in der Region Normandie.
Zum 1. Januar 2017 wurde Saint-Vigor-des-Mézerets im Zuge einer Gebietsreform zusammen mit den benachbarten Gemeinden Lassy und Saint-Jean-le-Blanc als Ortsteil in die neue Gemeinde Terres de Druance eingegliedert.

## Geografie
Saint-Vigor-des-Mézerets liegt rund 40 Kilometer südwestlich von Caen. Das im Département Manche gelegene Saint-Lô ist etwa 43 Kilometer entfernt.

## Bevölkerungsentwicklung
| Jahr                             | 1793 | 1836 | 1876 | 1926 | 1946 | 1968 | 1990 | 2014 |
| Einwohner                        | 732  | 730  | 627  | 407  | 385  | 302  | 183  | 242  |
| Quelle: Cassini, EHESS und INSEE |      |      |      |      |      |      |      |      |

## Sehenswürdigkeiten
- Kirche Saint-Vigor aus dem 15. Jahrhundert, seit 1928 Monument historique[3]
- Schloss aus dem 17. Jahrhundert